# Papar (munke)
 For alternative betydninger, se Papar (flertydig). (Se også artikler, som begynder med Papar)
Papar (Islandsk udtale: [ˈpʰaːpar]; fra latin papa, og oldirsk, og betyder "fader" eller "pave") var, ifølge de tidlige islandske historiske kilder, en gruppe af irske eller skotske munke hjemmehørende på dele af Island, da Nordboerne ankom til øen. Der er nogle arkæologiske bevis for deres tilstedeværelse.
Skandinaverne begyndte at bosætte sig i Island i år 874, men den ældste kilde, der nævner eksistensen af Paparerne er nedskrevet i Íslendingabók ("Book of the Islændinge"), mellem 1122 og 1133. Sådanne tal er nævnt i Landnámabók (den Islandske Bog om Bosættelser), der fortæller, at nordboerne stødte på irske præster i Island, da de ankom, sammen med klokker og bispestave.
En tidligere kilde, der muligvis henviser til Paparerne, er skrifter af Dicuil, en irsk munk fra det tidlige 9. århundrede (ca. 825), som omtaler nogle hellige mænd der rejste til de nordlige lande. Men det vides ikke om Dicuil taler om Island, eftersom gæliske eneboere også slog sig ned på andre øer mod nord såsom Orkney og Shetland.
Flere islandske stednavne har været knyttet til Paparerne, herunder øen Papey, samt Vestmannaeyjar ("Vestmændenes øer"), men der er endnu ikke fundet arkæologiske beviser på denne forbindelse.
En anden teori er, at de to kilder blev smeltet sammen, og at Ari Þorgilsson, forfatteren af Íslendingabók, baserede sin historie på skrifter af Dicuil.
Landnámabók (bogen om landnam), stammer muligvis fra det 11. århundrede i sin oprindelige form, det står tydeligt på side et, at irske munke havde boet på Island, før nordboerne ankom. Ifølge denne kilde, var grunden til at de nordiske bosættere vidste det var, at munkene havde efterladt irske bøger, klokker og bispestave, sammen med andre ting. Derfor havde nordboerne ingen problemer med at identificere munkenes nationalitet. Ifølge Landnámabók forlod de irske munke øen, enten da nordboerne ankom eller også boede der ikke længere nogen da nordboerne ankom.

## Paparer på Færøerne
Der er også flere toponymer der er relateret til Paparerne i Færøerne. Blandt disse er Paparøkur i nærheden af Vestmanna, og Papurshílsur nær Saksun. Vestmanna, i sig selv, er en forkortelse for Vestmannahøvn, hvilket betyder "Vestmændenes havn" (Irsk). En kirkegård i Skúvoy har også gravsten, der viser en mulig Gælisk oprindelse eller indflydelse.
Nogle foreslår, at Grímur Kamban kan have været ansvarlig for at fordrive dem, på trods af at han nok selv var en Nordisk-Gael:
"I henhold til Faereyinga Saga... var den første nybygger på Færøerne en mand ved navn Grímur Kamban – Hann bygdi fyrstr Færeyar, det kan have været et erobringen af landet af Grímur og hans tilhængere, der fik at anakoritterne til rejse... øgenavnet Kamban er sandsynligvis Gælisk og en fortolkning er at ordet refererer til nogle fysiske handicap, en anden at det hentyder til hans evner som sportsmand. Nok kom han som en ung mand til Færøerne fra vikingetidens Irland og ifølge den lokale overlevering forlyder det at han slog sig ned i Funningur på Eysturoy."

## Paparer på de Nordlige Øer
Historia Norwegiæ fra det 16'ende århundrede identificerer, spekulativt, de indfødte Pikterne og Paparer, som dem Nordboerne opdagede, da de invaderede Orkney i begyndelsen af det niende århundrede.
Oprindeligt var disse øer beboede af pentere og paperer. Af disse racer var penterne, kun en smule højere end pygmæer og udførte mirakuløse gerninger ved at bygge byer, morgen og aften, men ved middagstid forlod hver en rest af styrke dem og de gemte sig af frygt i underjordiske kamre. [...]Paparernes blev kaldt således på grund af deres klæder, fordi de gik klædt som præster og af denne grund er alle præster kendt som papen på tysk. Men udseendet af og de skrevne udgaver af de bøger som de efterlod bevidner, stammede de fra Afrika og var udsprunget af den jødiske tro.
Joseph Anderson bemærker:
De to Papeys [af Orkney], den store og den lille (i gamle dage Papey Meiri og Papey Minni), [er] nu Papa Westray og Papa Stronsay... Fordun har, i sin optegnelse over øerne, en 'Papeay tertia' [tredje Papey], der er ukendt. Der er tre øer på Shetlandsøerne der kaldes Papey og både i Orkney og Shetland er der flere distrikter opkaldt Paplay eller Papplay, som uden tvivl er det samme som Papyli Island
Orcadian Papeay tertia kan være Holm af Papa, som ligger ud for Papa Westray.

## Paparerpå Hebriderne
De Ydre Hebrider har mange eksempler på paparer, men med den afgørende forskel, at de nordiske sprog uddøde tidligt i dette område, og det er diskutabelt om Skotsk Gælisk nogensinde uddøde. Der er mindst tre øer der oprindeligt blev navngivet Papey, nu stavet "Pabbay" (Gælisk: Pabaigh) i Skotlands Ydre Hebrider.
- Pabbay nær Barra ligger i Bishop øerne
- Pabbay i nærheden af Harris
- Pabay, er i de Indre Hebrider, tæt på Skye, grid referenceNF775195